# 小鳥売り
小鳥売り（Der Vogelhändler）は、カール・ツェラーが作曲し、1891年1月10日、アン・デア・ウィーン劇場にて初演された全3幕のオペレッタである。

## 概要
ヴィクトール・ヴァリン(Victor Varin)とドゥ・ビエヴィーユが書いたヴォードヴィル『Ce qui Deviennet les Roses』が原作である。この作品を元に、モリッツ・ヴェスト・ルードヴィヒ・ヘルトの二人が台本を書いた。
舞台は、18世紀のライン川流域地方。小鳥売りを生業とするアダムと、その恋人クリステルの物語である。

## 登場人物
| 役名                                                     | 声域              | 初演時のキャスト               |
| -------------------------------------------------------- | ----------------- | ------------------------------ |
| アダム（チロルの小鳥売り）                               | テノール/バリトン | アレクサンダー・ジラルディ     |
| クリステル（郵便配達の娘）                               | ソプラノ          | イルカ・パールモイ             |
| 侯爵夫人マリー                                           | ソプラノ          | オティーリエ・コリン           |
| 男爵夫人アデライーデ（宮廷女官）                         |                   |                                |
| 伯爵夫人ミミ（宮廷女官）                                 |                   |                                |
| ヴェプス男爵（狩猟地の主）                               | テノール          | ゼバスティアン・シュテルツァー |
| スタニスラウス伯爵（ヴェプス男爵の甥、近衛将官）         | テノール          | ルドルフ・デル・ツォップ       |
| ズュフレ（教授）                                         | テノール          |                                |
| ヴュルムヒェン（教授）                                   | バリトン          | ハンス・ポコルニー             |
| シュネック（村長）                                       | テノール          |                                |
| ネーベル夫人（宿屋の女将）                               |                   |                                |
| イェッテ（ウェイトレス）                                 |                   |                                |
| チロルの人々、プファルツの人々、田舎の人々、社交界の人々 |                   |                                |

なお、声域が書かれていない登場人物の中には、俳優が演じる役も存在する (de:Der Vogelhändler) 。

## 曲目
曲名はニホンモニター社のDVD付属のオーケストラ・ノートに拠った。
- 序曲

第1幕
- 導入曲
- 『やぁ こんちは!』（アダム、合唱）
- 踊り
- クリステルは何処？
- 二重唱『世界がバラでいっぱいだった時』（スタニスラウス、ヴェプス）
- 『なんて美しく 素敵なのでしょう!』（侯爵夫人マリー）
- 『郵便配達のクリステルよ』（クリステル）
- 『あなた様の評判は』（クリステル、スタニスラウス、ヴェプス）
- フィナーレ

- 幕間の音楽

第2幕
- 導入曲
- 『桜が満開の頃 私は夢心地で森へ行きました』（侯爵夫人マリー）
- 『おずおずと頬を赤らめて 侯爵様の前に行きました』（クリステル、侯爵夫人マリー、アデライーデ）
- 『君を知っているような気がする』（クリステル、スタニスラウス）
- 『私は学部長代理』（ズュフレ、ヴュルムヒェン）
- 踊り
- フィナーレ

第3幕
- 『僕のおじいちゃんが二十歳の時』（アダム）
- 『女と戦うと やられるわよ』（クリステル、スタニスラウス、アダム）
- フィナーレ

## 派生作品
- 作品中の数曲を抜粋し、吹奏楽曲として編曲されたものがよく知られている。編曲は鈴木英史である。この作品では、『私は学部長代理』『舞曲』『皆さん今日は』『さくらんぼの花がほころぶとき』『チロルでの贈り物はばら』『女達と争うな』『みなさんごきげんよう』の7曲が取り上げられている[1]。演奏時間はおよそ10分30秒。